# WYEP
WYEP ist eine Public Radio Station aus Pittsburgh, Pennsylvania. Betrieben wird die Station von der Pittsburgh Community Broadcasting Corporation.
WYEP sendet ein Adult-Album-Alternative-Format (AAA). Die Station ist Gastgeber eines eigenen Musikfestivals jeden Sommer und Medienpartner vieler Konzerte. Die Station veranstaltet aufgrund ihres Bildungsanspruches Radio- und Rock-Camps für Kinder und Jugendliche. Aus dem Schallplattenarchiv werden historische Musikdokumente gespielt.